# ما لونگ
مالونگ یا مالانگ (چینی ساده‌شده: 马龙; چینی سنتی: 馬龍; پین‌یین: Mǎ Lóng؛ زاده ۲۰ اکتبر ۱۹۸۸) دارنده مدال طلای المپیک تابستانی ۲۰۲۰ ژاپن و یکی از قهرمانان برتر تنیس روی میز جهان می‌باشد. او مرد شماره یک حال حاضر جهان در ماه آوریل است، که در کل چهل و چهار ماه اول جهان بوده‌است، بیش از هر کس دیگری به غیر از ونگ لیکین (۵۴ ماه) قرار گرفت. او در انشان، لیائونینگ، چین متولد شد. او موفق به کسب پنج قهرمانی در مسابقات ittf پشت سر هم شده‌است. از هنگام ورود به رنکینگ بزرگسالان از دسامبر ۲۰۰۷ جزءِ ۵ نفر برتر بوده‌است و از سپتامبر ۲۰۱۱ تا کنون در بین سه نفر برتر بوده‌است. او اکنون به دلیل مصدومیتی که داشته دیگر مرد شماره یک جهان نیست. اما به هر حال نفر سوم جهان است و نفرات اول و دوم رنکینگ ب ترتیب فنژندونگ 
و وان چوکین هستند ک هر ۳ اهل کشور چین اند. او ۳ سال تمام در کارنامه خود باخت نداشت از ۲۰۱۴ تا ۲۰۱۷ نفر ۱ جهان بود. وی اکنون محبوب‌ترین بازیکن چین و حتی جهان است.